# 富士山 (映画)
『富士山』（ふじさん、Fuji）は、1974年製作のアメリカ合衆国の短編アート・アニメーション。監督はロバート・ブリア。走る列車の車窓から見える富士山と車内の様子を、ラフなロトスコープ、線画、それに実写を交えて描いている、
2002年、アメリカ議会図書館は「文化的、歴史的、審美的に重要」なものとして『富士山』をアメリカ国立フィルム登録簿に保存した。
日本では2010年4月28日、『イメージフォーラム・フェスティバル2010』の「特集 手への回帰：ドローイング・アニメーションの力3」で上映された。